# Рубан Ганна Юхимівна
Ганна Юхимівна Рубан (26 січня 1942, хутір Калиново, Воронезька область) — передовик сільськогосподарського виробництва, доярка. Повний кавалер Ордена Трудової Слави.
Народилася 26 січня 1942 року в селянській сім'ї на хуторі Калиново Кантемирівського району Воронезької області. Після закінчення неповної середньої школи почала свою трудову діяльність у колгоспі «Дружба» Кантемирівського району, в якому пропрацювала до виходу на пенсію в 1997 році.
Проживає в селі Кас'янівка Журавського сільського поселення Кантемирівського району Воронезької області.

## Нагороди
- Орден Трудової Слави (ІІІ ступеня — 1975, II ступеня — 1976, I ступеня — 1986).
- Медаль «В ознаменування 100-річчя з дня народження Володимира Ілліча Леніна»
- Почесний громадянин Кантемирівського району.